# Surprise Attack
Surprise Attack est un jeu vidéo de type run and gun développé et édité par Konami, sorti en 1990 sur borne d'arcade.